# 通沙洛沃农村居民点
通沙洛沃农村居民点（俄语：Тоншаловское сельское поселение）是俄罗斯联邦沃洛格达州切列波韦茨区所属的一个农村居民点。其下辖有12个居民点，行政中心为通沙洛沃。据2015年统计，该农村居民点的人口为5836人。